# Au cœur de la nuit (album)
Pour les articles homonymes, voir Au cœur de la nuit.
Albums de Téléphone
Crache ton venin
(1979) Dure Limite
(1982)
Singles
1. Argent trop cher / Au cœur de la nuit
Sortie : 1980

Au cœur de la nuit est le troisième album du groupe Téléphone sorti le 25 octobre 1980.

## Historique
Après trois ans d'existence et deux albums, le groupe Téléphone retourne en studio en 1980 pour élaborer un nouvel album réalisé dans l'urgence car il est constamment en tournée, mais n'a pas envie de se poser. Le groupe a d'abord songé à enregistrer au Compass Point Studios à Nassau aux Bahamas chez Chris Blackwell pour se couper de la ville, mais y renonce, préférant rester en "ville", pour que le son de l'album fasse ressortir les influences de l'atmosphère underground de la scène rock comme Patti Smith et les Ramones, et à la nuit froide dans la ville noire de New York.
C'est pour cela que le groupe accompagné de Martin Rushent (producteur de l'album précédent Crache ton venin) décide d'abord d'enregistrer au studio Pathé-Marconi à Paris en juillet avant de se rendre à Berlin, là où David Bowie y a enregistré les expérimentations avant-gardistes de l'ambient et new wave avec les albums Low, Heroes et Lodger sortis entre 1977 et 1979. Mais il doit renoncer en raison de problèmes techniques d'enregistrements des guitares et décide de se rendre à New York. Là-bas, il se rend au Hit Factory où John Lennon et Yoko Ono commencent à enregistrer l'album Double Fantasy qui sortira un mois avant la mort de Lennon. Après avoir rencontré les mêmes problèmes techniques qu'à Berlin avec les guitares, Téléphone se rend au studio mythique de Jimi Hendrix, les Studios Electric Lady.

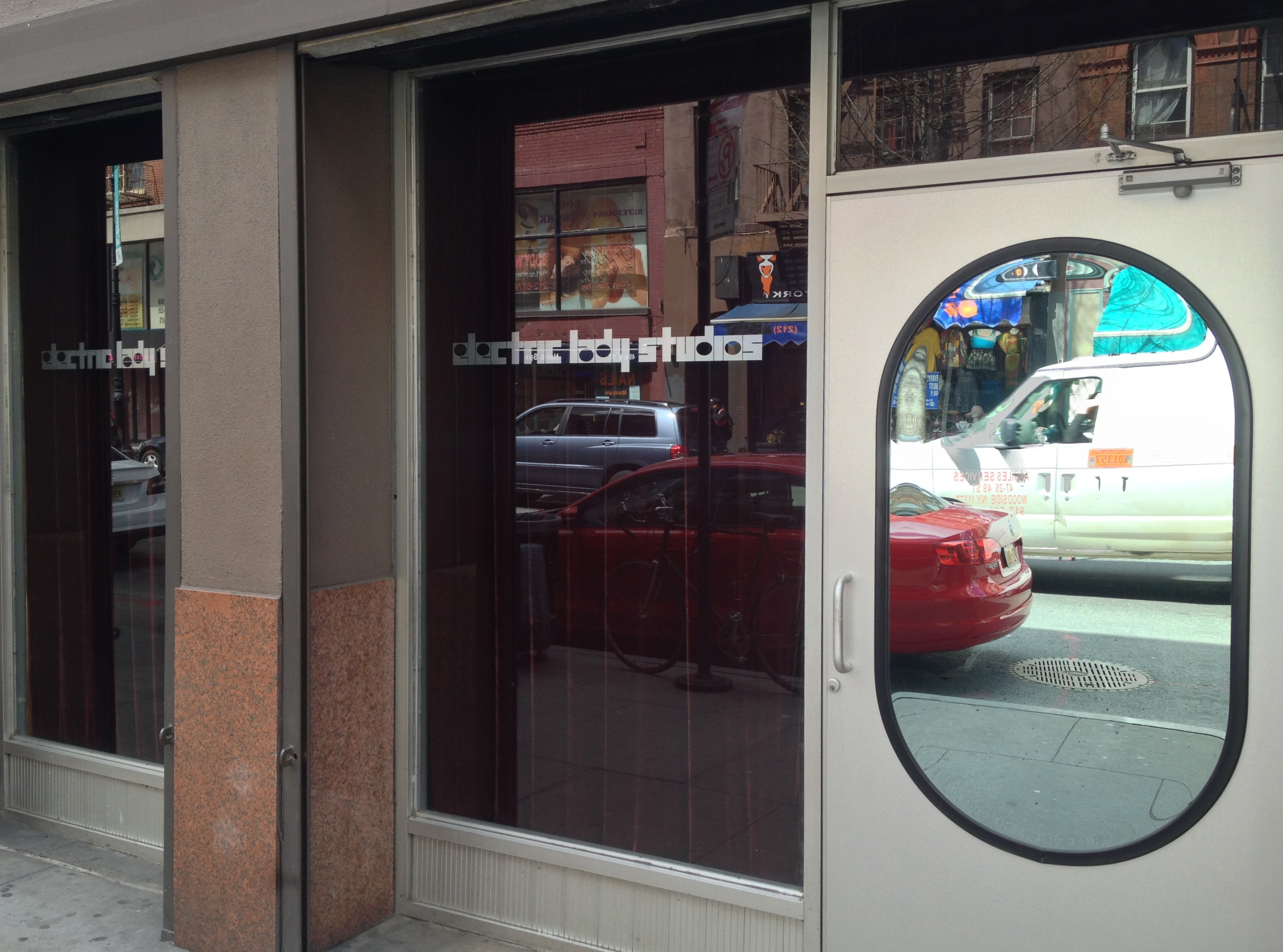
L'album a été enregistré aux Studios Electric Lady conçu par Jimi Hendrix.

Si certaines chansons évoquent la drogue, la bassiste Corine Marienneau a mis en place certaines règles pendant les heures de travail : pendant les enregistrements, les drogues et les groupies sont interdites. Heureusement, les sessions de l'album se sont très bien déroulées et sont considérées par la bassiste comme les meilleures sessions d'enregistrements de l'histoire du groupe, en témoignent certaines versions de répétitions présentes dans le triple disque de raretés issu du coffret Au cœur de Téléphone en 2015. De plus, l'écriture a mûri, avec des chansons sombres (le deuil pour Au cœur de la nuit, l'héroïne dans Fleur de ma ville, ou encore l'humiliation amoureuse dans Laisse tomber). Louis Bertignac continue à s'affirmer en tant qu'auteur avec la chanson 2000 nuits.

## Réception
Selon l'édition française du magazine Rolling Stone, cet album est le 13e meilleur album de rock français.
L'album a été certifié disque d'or, pour plus de 100 000 exemplaires écoulés.

## Liste des titres
Toutes les paroles sont écrites par Jean-Louis Aubert, toute la musique est composée par Téléphone, sauf indication contraire.
| No  | Titre                       | Auteur          | Durée |
| --- | --------------------------- | --------------- | ----- |
| 1.  | Au cœur de la nuit          |                 | 3:28  |
| 2.  | Ploum ploum                 |                 | 1:54  |
| 3.  | Pourquoi n'essaies-tu pas ? |                 | 3:26  |
| 4.  | Seul                        |                 | 3:02  |
| 5.  | Laisse tomber               |                 | 4:26  |
| 6.  | Un homme + un homme         |                 | 1:56  |
| 7.  | Les Ils et les Ons          |                 | 2:56  |
| 8.  | Argent trop cher            |                 | 4:10  |
| 9.  | Ordinaire                   |                 | 2:37  |
| 10. | 2000 nuits                  | Louis Bertignac | 2:57  |
| 11. | Fleur de ma ville           |                 | 3:14  |
| 12. | La laisse                   |                 | 3:24  |
| 13. | Le silence                  |                 | 4:36  |

## Personnel

### Téléphone
- Jean-Louis Aubert : chant, guitare rythmique
- Louis Bertignac : guitare solo, chœurs, chant sur 2000 nuits
- Corine Marienneau : basse, chœurs
- Richard Kolinka : batterie, percussions

### Équipe technique
- Martin Rushent : production
- François Ravard : management
- Dominique "Cow-Boy" Forestier : ingénieur du son et saxophone sur Argent Trop Cher